# Манол Василев
Манол Василев или капитан Манол (на гръцки: Εμμανουήλ Βασιλείου, καπετάν Μανώλης, Емануил Василиу, капитан Манолис) е гъркомански революционер, деец на Гръцката въоръжена пропаганда в Македония от началото на XX век.

## Биография
Манол Василев е роден в демирхисарското село Горни Порой, тогава в Османската империя. Присъединява се още преди 1904 година към гръцката чета на епиреца Георгиос Константину - Дзамис, активна в района на Петрич и Беласица. По-късно между двамата започва вражда, което дава възможност за напредване на ВМОРО в района.